# La Terre qui flambe
Pour plus de détails, voir Fiche technique et Distribution.
La Terre qui flambe (Der Brennende Acker) est un film allemand réalisé par Friedrich Wilhelm Murnau sorti en 1922.

## Synopsis
« Le Champ du Diable » est un lieu maudit, qui effraie toute la population d'un petit village de Silésie, depuis qu'un ancêtre de la famille Rudenburg y a péri, victime d'une explosion mystérieuse, après avoir vainement creusé un puits à la recherche d'un trésor enfoui. Le comte von Rudenburg, actuel tenant du titre, fouille lui aussi les sous-sols, sans résultat. Il vit dans son manoir avec sa seconde femme, Helga, et une fille issue d'un premier mariage, la capricieuse Gerda. Non loin de là, un vieux paysan, Rog, meurt en laissant deux fils, Peter, très attaché à la terre familiale, et Johannes, plus ambitieux et plus volage. Ce dernier se fait engager comme secrétaire chez les Rudenburg. Les deux femmes tombent amoureuses de lui.
Le comte meurt à son tour, léguant le champ maudit à sa veuve. Johannes épouse Helga, sans l'aimer, car il n'a en vue que le trésor. Il découvre qu'il s'agit d'une source pétrolifère et obtient d'un groupe financier les moyens nécessaires à son exploitation, pour la somme de 25 millions de marks. Pendant ce temps, sa femme, qu'il délaisse, vend le terrain maudit dont elle a hérité à Peter, moyennant douze mille marks. Johannes, furieux, la somme de faire annuler le contrat de vente. Peter y consent, mais la jeune femme, se voyant mal aimée, se noie de désespoir dans la rivière.
Gerda, qui par dépit s'est fiancée à un nobliau des environs, le baron von Lellewel, resurgit, espérant récupérer Johannes. Mais celui-ci la repousse, confirmant qu'il n'a jamais aimé aucune des deux femmes et n'a agi que par ambition. Pour se venger, Gerda met le feu au derrick qui a été installé sur le Champ du Diable. Conscient enfin des malheurs qu'il a causés, et de la vanité de ses ambitions, Johannes retourne au village, où l'attendent son frère et Maria, une paysanne qui n'a cessé de l'aimer.

## Fiche technique
- Titre original : Der brennende Acker
- Titre français : La Terre qui flambe
- Réalisation : Friedrich Wilhelm Murnau
- Photographie : Karl Freund, Fritz Arno Wagner
- Société de production : Goron-Deulig Exklusiv Film
- Pays de production : Allemagne (République de Weimar)
- Langue : film muet - intertitres allemand
- Dates de sortie :
  - Allemagne : 3 mars 1922
  - France : 20 octobre 1922[1]

## Distribution
- Werner Krauss : Der alte Rog
- Eugen Klöpfer : Peter Rog
- Vladimir Gaïdarov : Johannes Rog
- Eduard von Winterstein : le comte von Rudenburg
- Lya De Putti : Gerda - Rudenburg's Tochter
- Stella Arbenina : Helga - Rudenburg's zweite Frau
- Alfred Abel : Ludwig von Lellewel
- Grete Diercks : Maria
- Elsa Wagner : Magda
- Emilia Unda : Alte Magd
- Leonie Taliansky : Gerdas Zofe
- Georg John : Großknecht
- Emilie Kurz : Großmagd
- Robert Leffler : Diener
- Eugen Rex : Ackerkäufer
- Hellmuth Bergmann : Kutscher
- Leonhard Haskel : Pferdehändler
- Gustav Botz : Prof. Butkin
- Adolf Klein :
- Albert Patry :
- Harry Frank :
- Rolf Prasch :
- Hans Bernecker :
- Olga Engl : Alte Magd
- Magnus Stifter :

## Un film perdu et retrouvé
Un film perdu, une œuvre devenue légendaire parce que longtemps invisible, suscitant de par sa disparition, fantasmes et lamentations chez les chasseurs de films. Ce film réapparut grâce à un prêtre italien qui en possédait une copie qu'il projetait dans un asile d’aliénés sous le titre Il Campo del Diavolo, nom donné à cette terre filmée comme une malédiction.